# ولادیمیر ایوانوویچ موروزوف (زاده ۱۹۵۲)
ولادیمیر ایوانوویچ موروزوف (روسی: Владимир Иванович Морозов؛ زادهٔ ۱۹ ژوئیهٔ ۱۹۵۲) قایقران کایاک اهل اتحاد جماهیر شوروی سوسیالیستی بود.